# Boeckella bispinosa
Boeckella bispinosa is een eenoogkreeftjessoort uit de familie van de Centropagidae. De wetenschappelijke naam van de soort is voor het eerst geldig gepubliceerd in 1967 door Bayly.